# François Jungers
 François Jungers, militaire de carrière, topographe, commissaire de district belge dans l'État indépendant du Congo est né à Arlon le 22 octobre 1851 et mort à Ixelles le 7 octobre 1904.

## Biographie
S'étant engagé très tôt à l'armée (il n'avait pas quatorze ans), il devra attendre pour monter en grade. Il accède au grade d'officier en 1873 à 22 ans. En 1844, il est attaché à l'Institut cartographique militaire.
Dès la constitution de l'État indépendant du Congo il s'embarque sur l'Afrikaans qui le débarque à Banana le 22 septembre 1885. Il établit le relevé topographique de Banana, puis de Vivi et de Boma. Il fait une étude approfondie du Bas-Congo. Il forme également les militaires arrivés d'Europe et constitue des brigades topographiques chargées de décrire les limites des postes d'occupation des territoires. 
En mai 1890 il est délégué à la Commission de délimitation des frontières du pays. Il y travaille avec Le Marinel. Il revient définitivement en 1892 en Belgique. Il est mort le 7 octobre 1904 à Ixelles.